# Zdenka Buljan
Zdenka Buljan (20. svibnja 1951.) hrvatska političarka (HDZ) i gradonačelnica Vukovara od 15. veljače 2007. do 31. svibnja 2009. kada je na toj poziciji nasljeđuje Željko Sabo (SDP).

Funkciju gradonačelnice Vukovara je preuzela kada je njezin prethodnik, Tomislav Šota podnio neopozivu ostavku.